# ANOTHER STORY CLIPS
『ANOTHER STORY CLIPS』(アナザー ストーリー クリップス)は、2003年3月18日に発売されたJanne Da Arcのビデオ・クリップ集である。

## 概要
- 『6 CLIPS』以来、3作目のビデオ・クリップ集である。
- 4thアルバム『ANOTHER STORY』に収録されているシングル曲のPVや、オフショット、シングルや、4thアルバム『ANOTHER STORY』のTV SPOTが収録されている。

## 収録曲
1. Shining ray CLIP/ TV SPOT / MAKING
12thシングル。
2. マリアの爪痕 CLIP / TV SPOT / MAKING
13thシングル。
3. 霞ゆく空背にして CLIP / TV SPOT / MAKING
14thシングル。
4. ANOTHER STORY SPOT1 / SPOT 2
5. ANOTHER ANOTHER STORY